# Fontana (piłkarz)
José de Anchieta Fontana (ur. 31 grudnia 1940, zm. 9 września 1980), brazylijski piłkarz, obrońca. Mistrz świata z roku 1970.
W kadrze Brazylii w latach 1966–1970 rozegrał 7 oficjalnych spotkań. Ostatni raz w reprezentacyjnej koszulce pojawił się na boisku podczas MŚ 70 w grupowym meczu z Rumunią. Był to jego jedyny występ w turnieju, dał mu jednak tytuł mistrza świata. Był wówczas zawodnikiem Cruzeiro EC. W Cruzeiro grał w latach 1969–1972, wcześniej występował m.in. w CR Vasco da Gama (1962–1968).